# Traju (Siempat Rube)
Traju is een bestuurslaag in het regentschap Pakpak Bharat van de provincie Noord-Sumatra, Indonesië. Traju telt 358 inwoners (volkstelling 2010).